# Provincia di José María Avilés
La provincia di José María Avilés è una delle 6 province del dipartimento di Tarija nella Bolivia meridionale. Il capoluogo è la città di Uriondo.
Al censimento del 2001 possedeva una popolazione di 17.504 abitanti.

## Geografia antropica

### Suddivisioni amministrative
La provincia è suddivisa in 2 comuni:
- Uriondo
- Yunchará